# Psathyrotes
Psathyrotes är ett släkte av korgblommiga växter. Psathyrotes ingår i familjen korgblommiga växter.
Kladogram enligt Catalogue of Life:
| Psathyrotes | \| \| Psathyrotes annua \| \| \| \| \| \| Psathyrotes pilifera \| \| \| \| \| \| Psathyrotes ramosissima \| \| \| \| |
|             | \| \| Psathyrotes annua \| \| \| \| \| \| Psathyrotes pilifera \| \| \| \| \| \| Psathyrotes ramosissima \| \| \| \| |
|             | Psathyrotes annua |
|             | |
|             | Psathyrotes pilifera                                                                                                 |
|             | |
|             | Psathyrotes ramosissima                                                                                              |
|             | |

## Bildgalleri

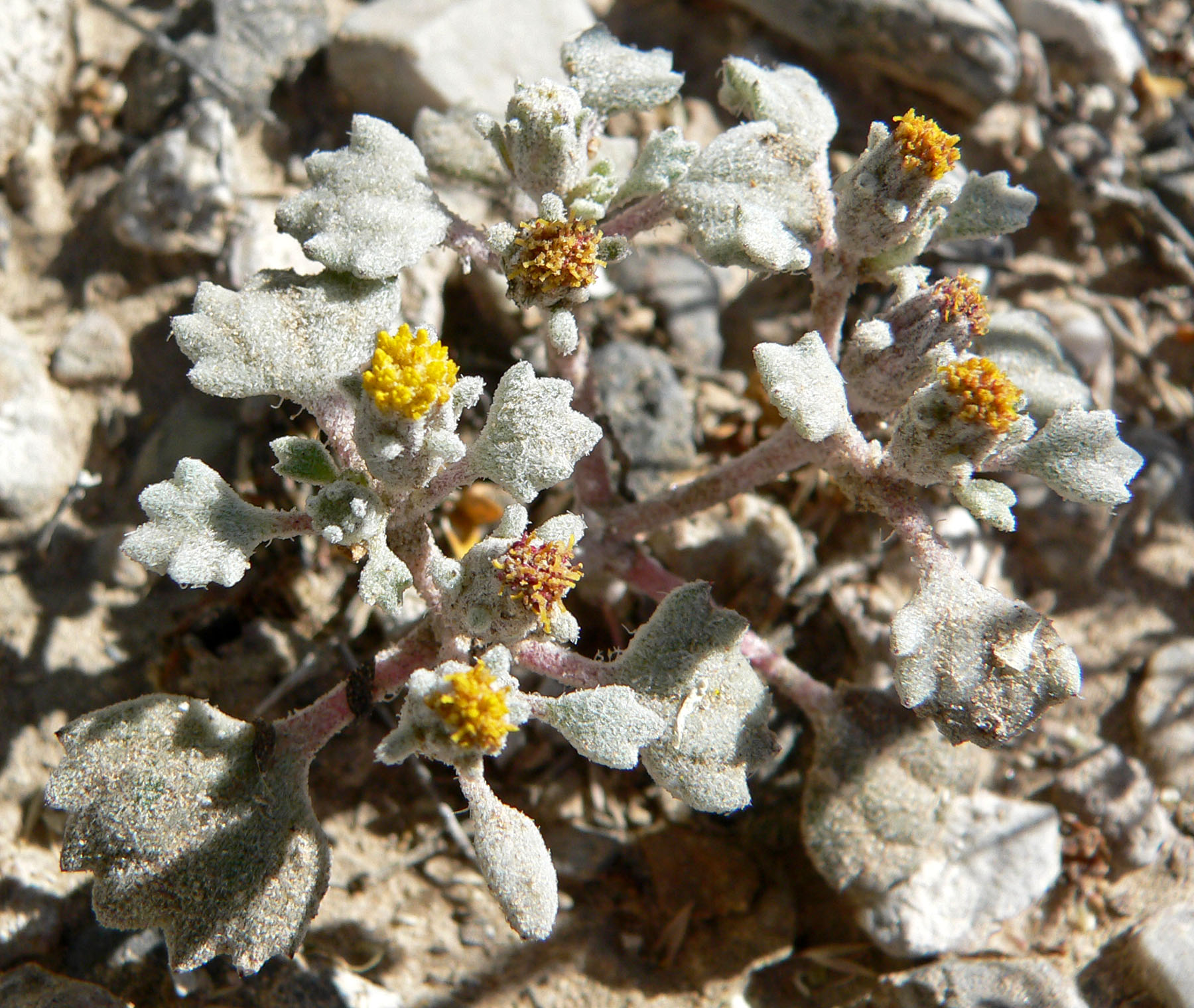
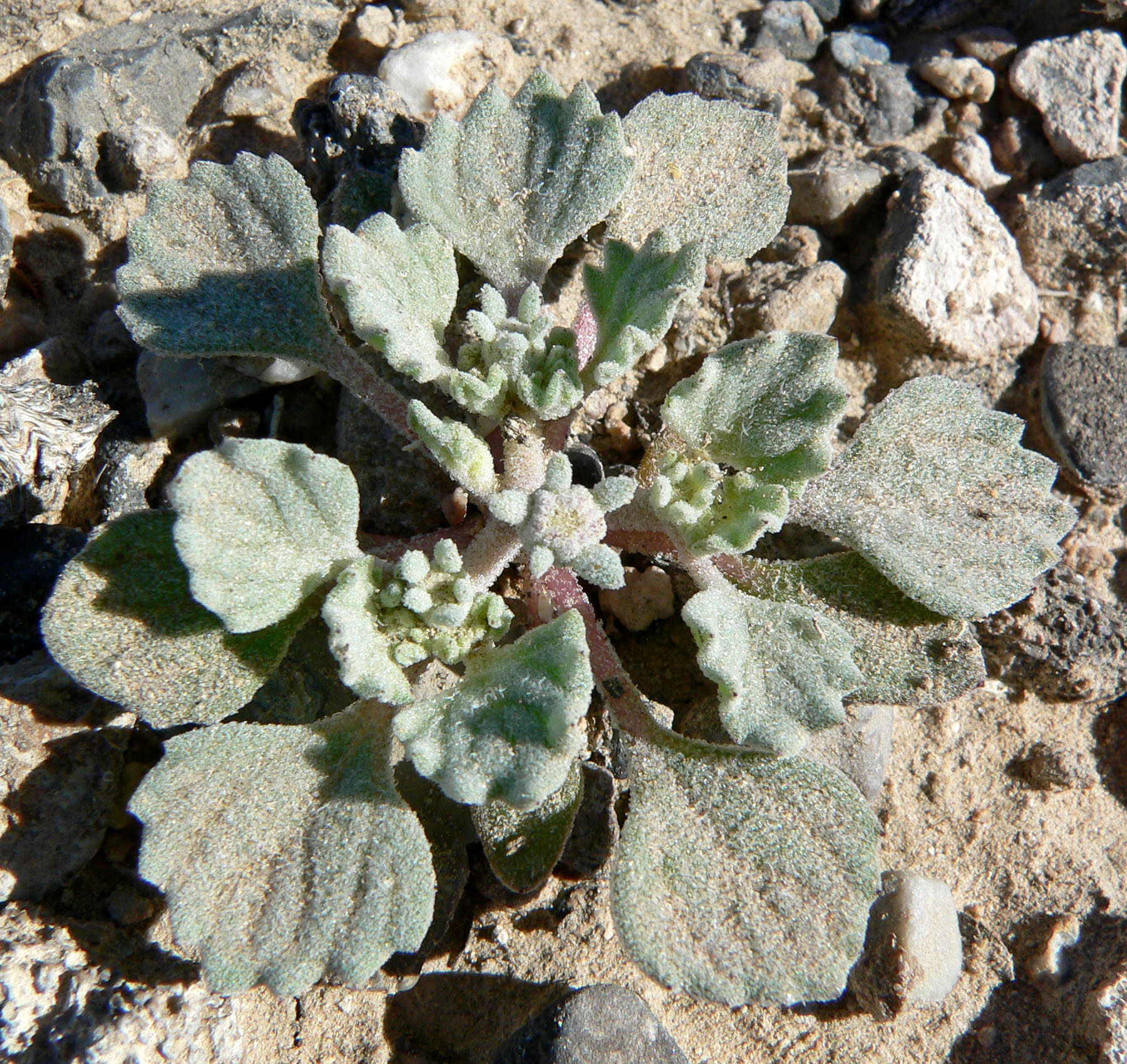
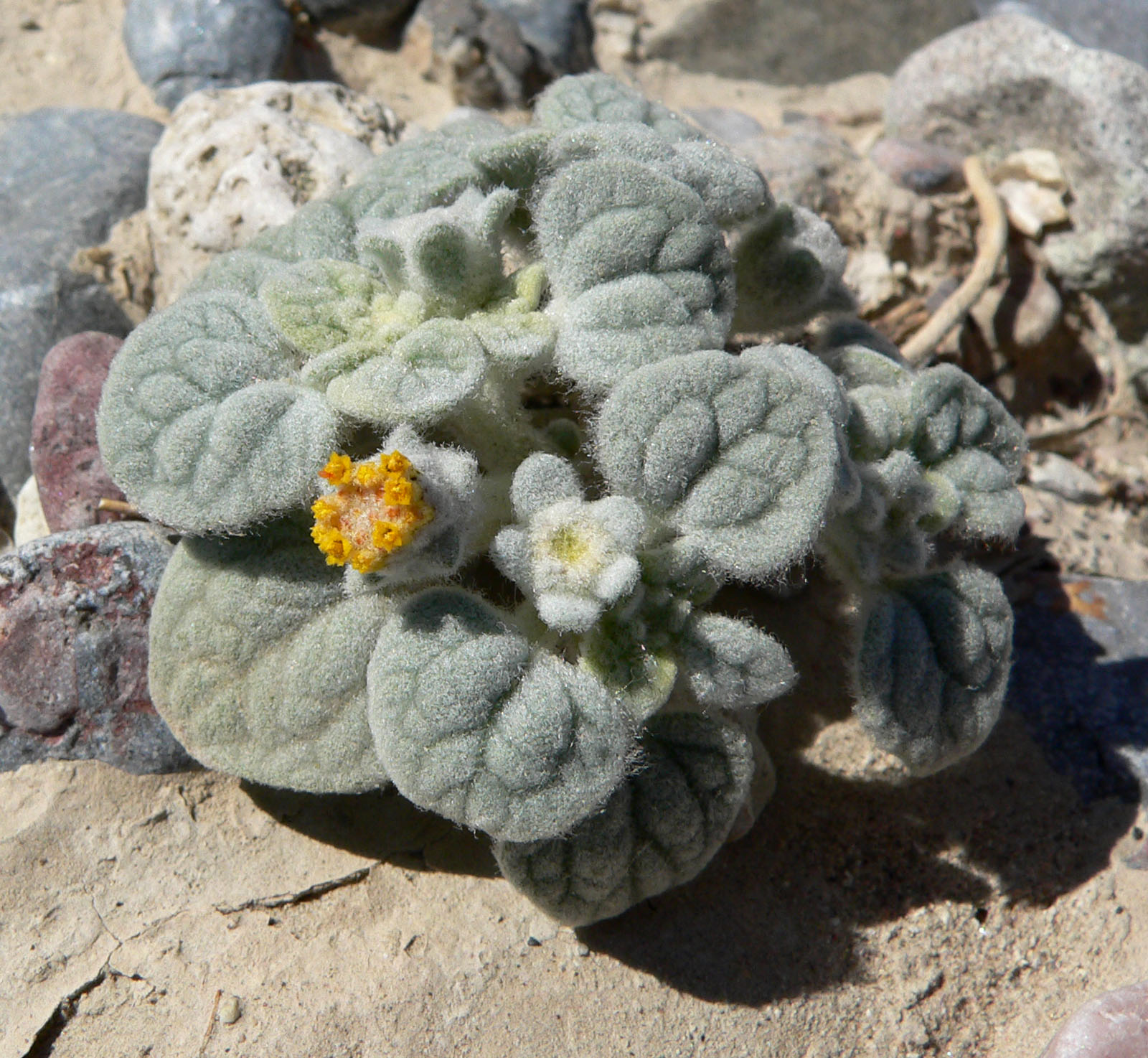
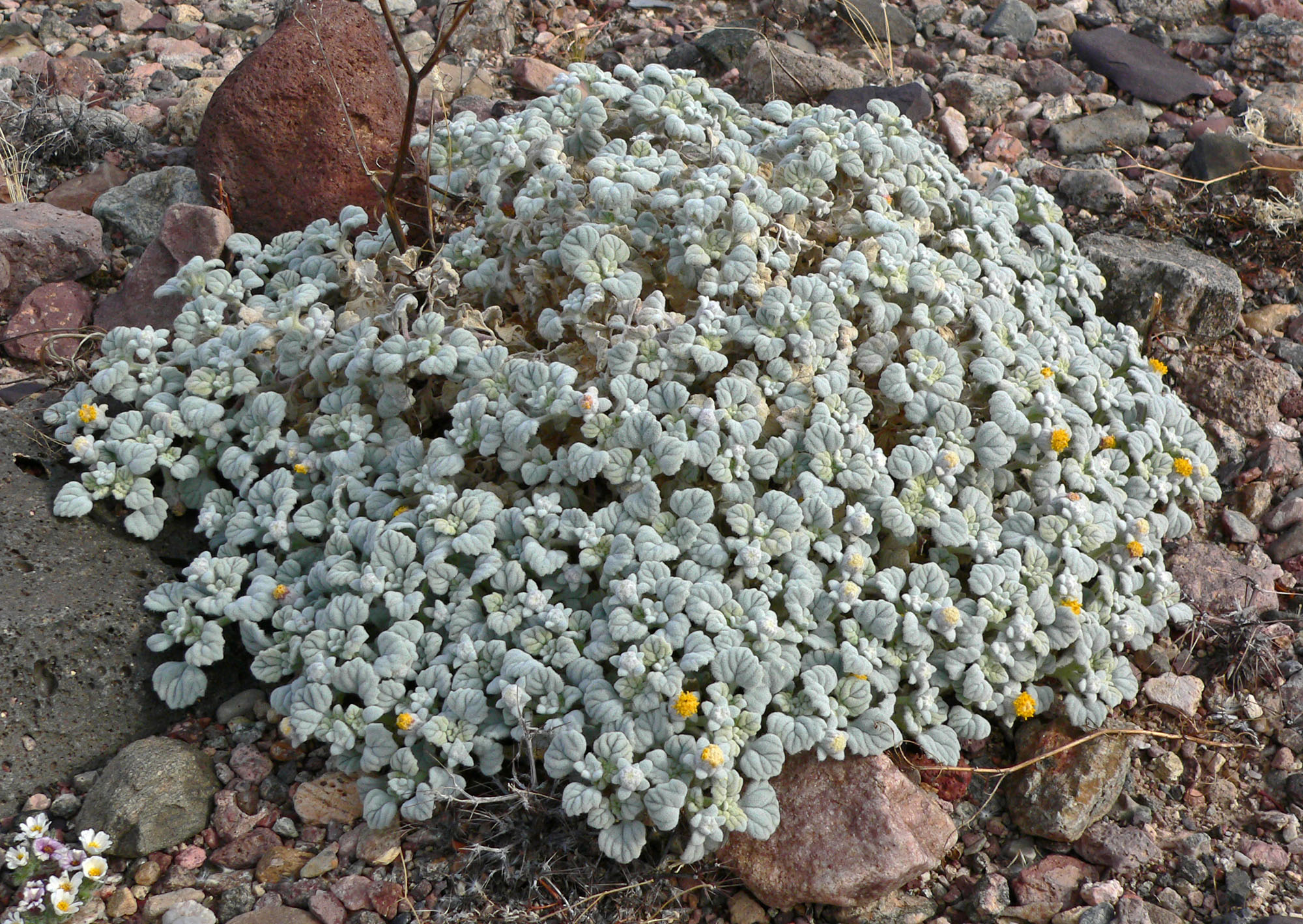
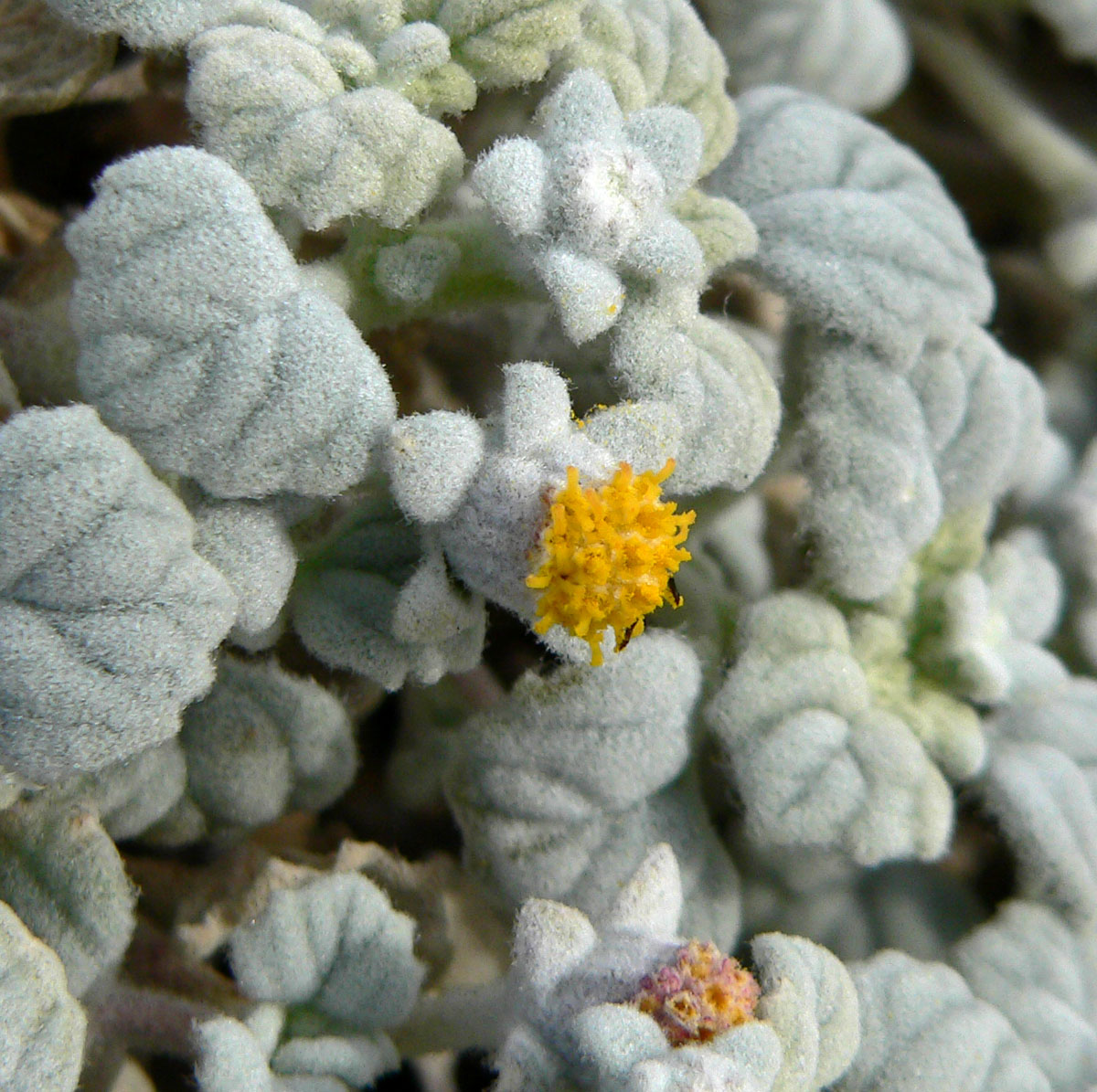
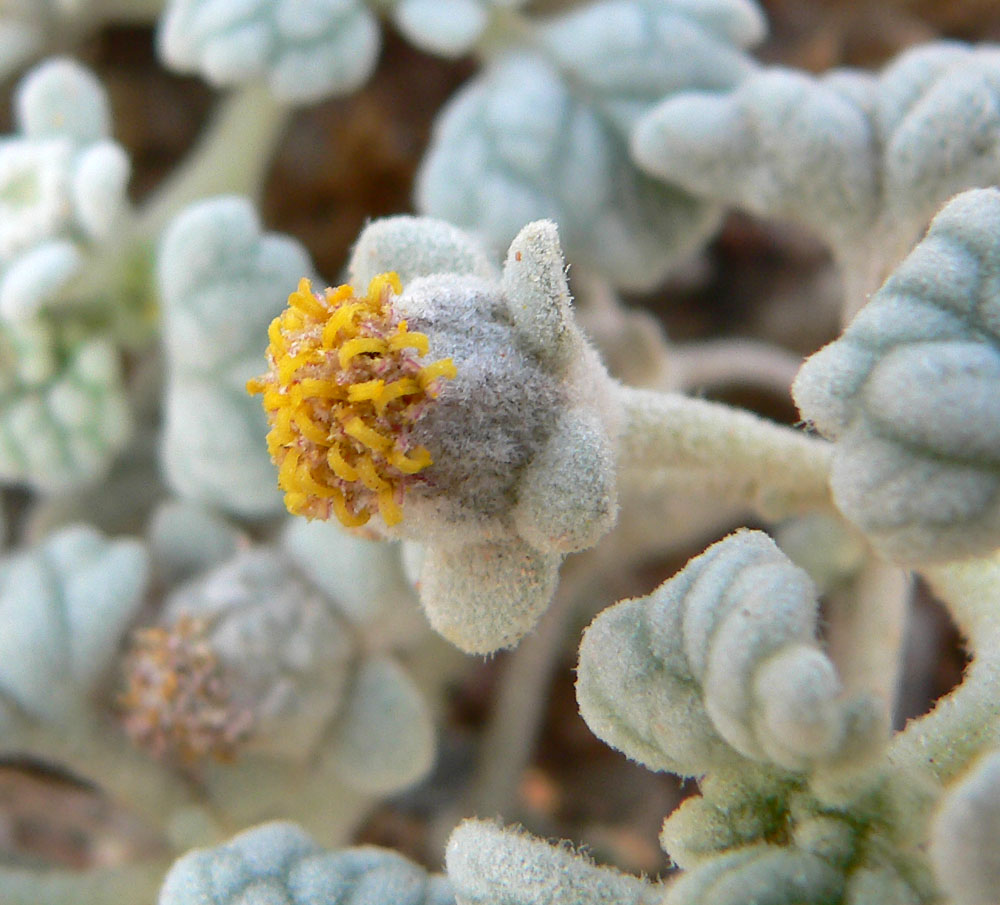